# Portal Tomb von Broomfields

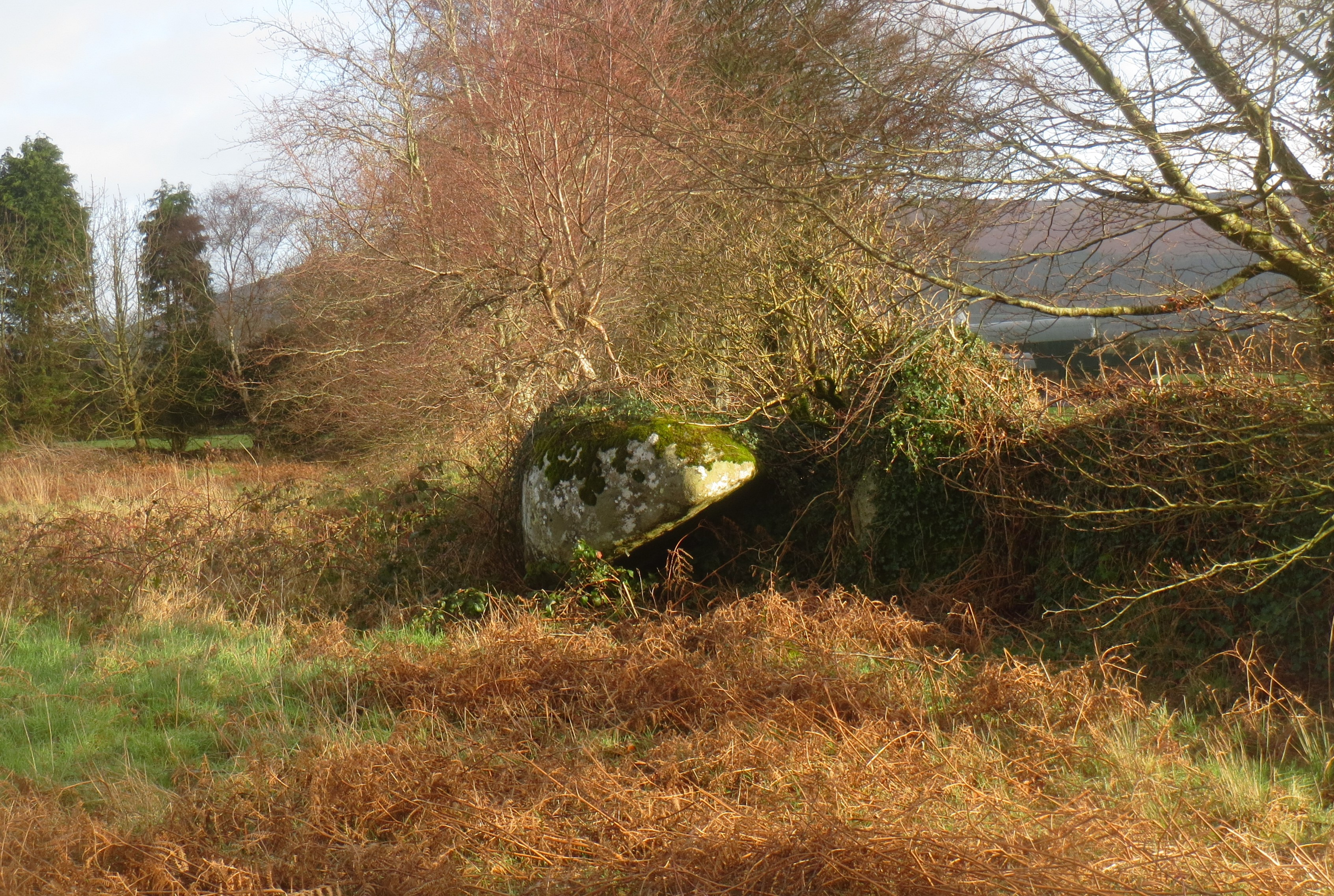
Broomfields Portal Tomb

Das zusammengebrochene Portal Tomb von Broomfields liegt nordwestlich des Dorfes Donard im County Wicklow in Irland. Als Portal Tombs werden zwischen 4000 und 2500 v. Chr. in der Jungsteinzeit errichtete Megalithanlagen in Irland und Großbritannien bezeichnet, bei denen zwei gleich hohe, aufrecht stehende Steine mit einem Türstein dazwischen die Vorderseite einer Kammer bilden, die mit einem zum Teil gewaltigen Deckstein bedeckt ist.

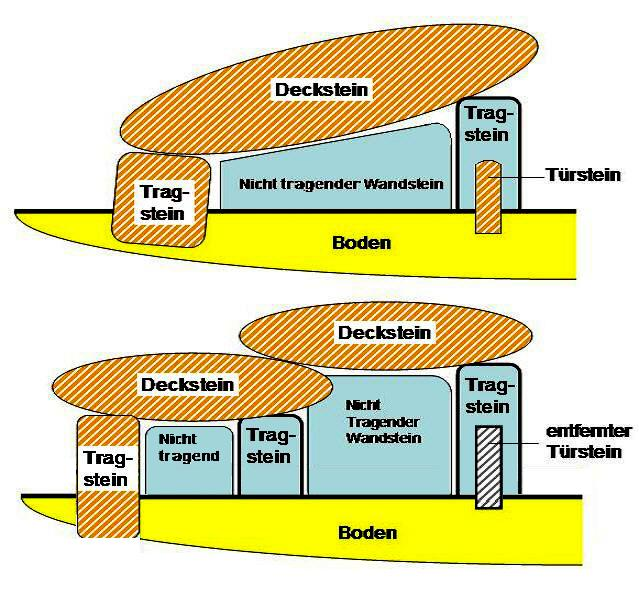
Schema irischer Portal-Tomb-Arten

Ein Portalstein des nordost-südwest-orientierten Portal Tombs fehlt und der riesige Deckstein (3,5 m lang, 2,3 m breit und 1,6 m dick) ist verrutscht und liegt vor der eigentlichen Kammer. Der Deckstein ist typisch für die Steine in dem Gebiet einschließlich des Haroldstown Dolmens und des Cloch a’ Phoill (beide im County Carlow). Einige Steine sind in der Feldgrenze verarbeitet worden, darunter der zweite Portalstein.
Die Anlage besteht aus dem Endstein von 1,9 m Höhe und 1,8 m Breite und einem aufrechten Portalstein von etwa 2,0 m Höhe und 1,3 m Breite. Sie bildeten eine Kammer von 1,9 m Länge und 1,4 m Breite. Es gibt keine Spuren eines Cairns oder Tumulus.